# Quisumbingia merrillii
Quisumbingia merrillii là một loài thực vật có hoa trong họ La bố ma. Loài này được (Schltr.) Merr. miêu tả khoa học đầu tiên năm 1936.